# 古厝夜語
《古厝夜語》，又名《招魂》、《夜冷空樓》、《月冷空樓》，一度誤植「古厝夜雨」，是一部1979年的臺灣恐怖片，由姚鳳磐導演，石峰和王釧如主演。該片經常和同由王釧如主演的《舊鎖》（又名《殘燈幽靈三更天》）混淆，幾乎所有網路上的資料在介紹《殘》片的故事內容時，給出的卻是《古》片的劇情；而在介紹《古》片時，給出的又是《殘》片的劇情，例如豆瓣就是如此。另外，該片曾應新聞局邀請提名參加西班牙恐怖影展獲得最佳音效特別獎；男主角原本選定由谷名倫出演，因他在影片開拍之際墜樓身亡，所以改由石峰演出。

## 劇情
臺灣日治時期，在國外習醫的鄭家二少爺鄭永慶一心想回家鄉創業，遂攜同妻子秋雲、女兒小雲自日本返臺。鄭氏祖屋榕園業已荒廢，只剩老傭人江阿婆和她養病的遠房親人阿桂看守。年久失修的榕園荒蕪陰森，令秋雲心驚膽顫。永慶僱請工人打掃榕園，阿婆力阻他們打開西樓一間房間不果，進入房內的永慶發現表妹玉蓮的遺像。之後怪事不斷，阿婆請來李婆為玉蓮招魂，原來玉蓮當年慘死房中，她要永慶幫助自己向凶手復仇，並囑託他事後將她父母遺留下的金條捐贈給孤兒院。

## 演員
- 石峰 飾 鄭永慶
- 王釧如 飾 秋雲
- 劉小綺 飾 鄭小雲
- 傅碧輝 飾 江阿婆
- 白琳 飾 阿桂
- 吳小嬋 飾 玉蓮
- 張冰玉 飾 李婆
- 岳陽 飾 杜元功
- 丁國勝 飾 工人老丁
- 洪流 飾 風水先生
- 楊兆雄 飾 楊兆雄

## 外部連結
- 香港影庫上《古厝夜語》的資料（繁體中文）
- 互联网电影数据库（IMDb）上《古厝夜語》的资料（英文）